# Wladimir Iwanowitsch Prochorow
Wladimir Iwanowitsch Prochorow (russisch Владимир Иванович Прохоров; * 27. Dezember 1927; † 27. August 1999) war ein sowjetischer bzw. russischer Schauspieler und Synchronsprecher.

## Leben
Prochorow besuchte von 1943 bis 1945 ein Polytechnikum und erlangte 1949 den Abschluss am Staatlichen Institut für Theaterkunst. Von 1950 bis 1953 leistete er den Militärdienst ab.
Im Film debütierte der dunkelhaarige Mime 1947 in Erziehung der Gefühle, trat aber erst ab 1955 regelmäßig vor die Kamera. Von 1961 bis 1997 gehörte Prochorow dem Gorki-Filmstudio an. Er spielte als Nebendarsteller in über 50 Filmen mit, seine letzte Produktion war das Melodram Бедная Саша (Bednaja Sascha, 1997). Außerdem war Prochorow ab 1953 als Synchronsprecher für mehr als 100 Filme aus der Sowjetunion und dem Ausland tätig.
Von 1956 bis 1957 stand er als Kleinkunstdarsteller in Moskau auf der Bühne.

## Filmografie (Auswahl)

### Darsteller
- 1947: Erziehung der Gefühle (Selskaja utschitelniza)
- 1950: Der Fall von Berlin (Padenije Berlina)
- 1956: Das Schicksal des Trommlers (Sudba barabanschtschuka)
- 1956: Unternehmen Planquadrat 45 (W kwadrate 45)
- 1957: Nächtliche Jagd (Notschnoi patrul)
- 1969: Die Adler Tschapajews (Orljata Tschapaja)
- 1971: Das Unerwartete ist nebenan (Neoschidannoje rjadom)
- 1980: Der Detektiv (Syschtschik)
- 1980: Die Armee – mein Leben (Schsin moja – armija)
- 1982: Ein Privatleben (Tschastnaja schisn)
- 1985: Der unbekannte Soldat (Tuntematon sotilas)
- 1987: Der Luchs kehrt zurück (Rys woswrawschtschajetsja)

### Synchronsprecher
- 1952: Junge Matrosen (Załoga) – für Tadeusz Łomnicki
- 1954: Es geschah im Nürnberg-Expreß (Expres z Norimberka) – für Josef Bek
- 1954: Chronik armer Liebesleute (Cronache di poveri amanti)
- 1954: Eine Braut für sieben Brüder (Seven Brides for Seven Brothers) – für Matt Mattox
- 1955: Liliomfi – für Imre Soós
- 1955: Eine Generation (Pokolenie) – für Roman Polański
- 1955: Das rote Signal (Il ferroviere) – für Renato Speziali
- 1955: Unruhiger Weg (Nespokojen pt) – für Dmitri Botschew
- 1955: Alarm in den Bergen (Alarma in munti) – für Iurie Darie
- 1956: Vincent van Gogh – Ein Leben in Leidenschaft (Lust for Life)
- 1957: Betrogen bis zum jüngsten Tag – für Hans-Joachim Martens
- 1958: Das Lied der Matrosen
- 1958: Tana – für Naim Frashëri
- 1959: Nachtzug (Pociąg) – für Zbigniew Cybulski
- 1959: Tapferkeitskreuz (Krzyż Walecznych) – für Zbigniew Cybulski
- 1959: Baltische Rosen (Šķēps un roze) – für Haralds Ritenbergs
- 1959: Frechdachs (Kölyök) – für Gyula Szabó
- 1960: Geheimcode (Secretul cifrului)
- 1960: Trübe Wasser (Les Arrivistes) – für Ekkehard Schall
- 1960: Alwin der Letzte – für Wolfgang Thal
- 1960: Die heute über 40 sind – für Rudolf Ulrich
- 1960: Unter einem Himmel (Quai du Point–du–Jour) – für Philippe Lemaire
- 1960: Fünf Patronenhülsen – für Edwin Marian
- 1960: Schnellzug nach Ostrava (Rychlík do Ostravy) – für Ladislav Trojan
- 1960: Anton, der Glückspilz (Szcześciarz Antoni) – für Czesław Wołłejko
- 1960: Das schielende Glück (Zezowate szczęście) – für Tadeusz Janczar
- 1960: Historias de la revolución
- 1961: ABC des Schreckens (Abeceda straha) – für
- 1961: Schweigende Spuren (Milczące ślady) – für Józef Nalberczak
- 1961: ...und sie waren jung (A bjachme mladi)
- 1961: Der Fall Gleiwitz
- 1961: Der Traum des Hauptmann Loy – für Ulrich Thein
- 1961: Haus ohne Sonne (Kde řeky mají slunce) – für Vilém Besser
- 1961: Der Tod hat ein Gesicht – für Edwin Marian
- 1962: Südsturm (Badai selatan)
- 1962: Fünfzig Stufen zur Gerechtigkeit (O Pagador de Promessas)
- 1962: Kater unter dem Helm (Macak pod sljemom)
- 1963: Foto Haber (Fotó Háber)
- 1964: Liebe einer Nacht (O Dragoste lungă de-o seară) – für Traian Stanescu
- 1964: Der Zaubermantel (Sehrli xalat) – für Ljutfi Mamedbekow
- 1965: Die Wölfin (Wltschizata) – für Georgi Tscherkelow
- 1965: Die unwürdige Greisin (La vieille dame indigne) – für Pierre Decazes
- 1966: Die Söhne der großen Bärin – für Hannjo Hasse
- 1966: Die nackte Schäferin (Nahá pastýrka) – für Jaroslav Mareš
- 1966: Johannisfeuer (Sobótki) – für Marian Kociniak
- 1968: Die Jungen vom Platz (Fiúk a térről)
- 1968: Die Sklavenfabrik (Dorei kojo)
- 1970: Heute leben, morgen sterben (Hadaka no Jūkyū-sai)
- 1972: Geächtet und geliebt (Lăutarii) – für Haralambie Berdaga
- 1972: Verneige dich vor dem Feuer (Poklonis ognju) – für Almas Kyrgysbajew
- 1972: Gerkus Mantas (Herkus Mantas) – für Algimantas Masiulis
- 1972: Musketier mit Hieb und Stich (Les Mariés de l’an Deux)
- 1972: Unschuldiger Mörder (Emberrablás magyar módra)
- 1972: Polizeiruf 110: Die Maske
- 1973: Apachen – für Lucian Iancu
- 1974: Feuerschein über der Drawa (Sarewo nad Drawa)
- 1974: Der türkische Speer (A törökfejes kopja)
- 1974: Wir Viere sind die Musketiere (Les Quatre Charlots mousquetaires) – für Gib Grossac
- 1975: Und morgen wird ein Ding gedreht (Harry and Walter Go to New York)
- 1976: Bluff (Bluff storia di truffe e di imbroglioni) – für Attilio Dottesio
- 1976: Die eiserne Faust (Pintea)
- 1981: Die Geliebte des französischen Leutnants (The French Lieutenant’s Woman)
- 1982: Alles verdreht (Wsjo naoborot)
- 1984: Der Brand (Poschar)
- 1984: Die Günstlinge des Mondes (Les favoris de la lune)
- 1986: Local 323 (Act of Vengeance) (Fernsehfilm)
- 1988: Der Boss kennt auch den Staatsanwalt (Bony a klid)
- 1995: Black Fox